# Carlos Suárez García-Osorio
Carlos Suárez García-Osorio (Aranjuez, Espanya, 23 de maig de 1986) és un jugador professional de bàsquet espanyol que juga a la posició d'aler..
La temporada 2012-13 es va proclamar campió de la Lliga ACB (Lliga ACB 2012/13) amb el Reial Madrid. Poc després, a l'agost de 2013, va firmar un contracte amb l'Unicaja Málaga per una temporada més una opcional.